# Marialva
Marialva este un oraș în Paraná (PR), Brazilia.